# Kenttäsaari (ö i Palojärvi, Enontekis)
Kenttäsaari, enaresamiska: Gieddesuolu, är en ö i Finland. Den ligger i sjön Palojärvi och i kommunen Enontekis i den ekonomiska regionen  Fjäll-Lappland  och landskapet Lappland, i den norra delen av landet, 900 km norr om huvudstaden Helsingfors. Öns area är 1,5 hektar och dess största längd är 230 meter i nord-sydlig riktning.